# Marija Golubniča
Marija Vasiljevna Golubniča (rusko Мария Васильевна Голубничая), ruska atletinja, * 24. februar 1924, Dubrovka, Sovjetska zveza.
Nastopila je na poletnih olimpijskih igrah v letih 1952 in 1956, leta 1952 je osvojila srebrno medaljo v teku na 80 m z ovirami, leta 1956 pa peto mesto. Na evropskih prvenstvih je osvojila naslov prvakinje v isti disciplini leta 1954. 3. avgusta 1954 je izenačila svetovni rekord v teku na 80 m z ovirami s časom 10,9 s, ki je veljal do leta 1955.